# Kim Bum
Kim Sang-bum (Hangul 김상범, n. 7 iulie 1989), cunoscut sub numele de scenă Kim Bum, este un actor sud-coreean, dansator, cântăreț și fotomodel. A devenit cunoscut datorită rolului său din Boys Over Flowers. 

## Biografie
Kim Sang-bum s-a născut în Seul, Coreea de Sud, în data de 7 iulie 1989. Familia sa este formată din mamă, tată și o soră mai mică. În timpul liceului a excelat în fotbal, a devenit șeful clasei și a obținut note foarte mari. Kim a participat alături de alți 100 de concurenți în cadrul Survival Star Audition, unde s-a clasat pe locul 6, însă din cauza faptului că avea doar 17 ani, nu a putut continua competiția. Cu toate acestea, concursul i-a oferit numeroase oportunități. A primit diferite roluri în seriale de televiziune, iar popularitatea sa a crescut. În 2008, Kim a câștigat premiul de popularitate Netizen în cadrul Korea Drama Awards . Popularitatea sa a fost în creștere în urma rolului interpretat în faimosul serial Boys Over Flowers, iar în 2011 a fost distribuit în producția Padam Padam. Kim și-a lansat primul album în 20 iunie 2012. Primul său concert solo a avut loc la The Stelar Ball, în Hotelul Prince. A interpretat 11 cântece și a fost apreciat datorită talentului său.

## Viața personală
Kim Sang-bum este foarte apropiat de colegii săi Kim Hyun-joong și Lee Min-ho. Acesta a avut o relație de 7 luni cu Moon Geun Young, actriță cu care a jucat în Goddess of Fire. O declarație de presă din 2014 afirmă că: „Cei doi nu s-au despărțit de mult, însă au decis să rămână prieteni”. 

## Filmografie
| An   | Titlu                                       | Rol        |
| ---- | ------------------------------------------- | ---------- |
| 2007 | Hellcats                                    | Lee Ho-Jae |
| 2008 | Gosa                                        |            |
| 2008 | Death Bell                                  | Kang Hyeon |
| 2009 | Flight                                      | Si-Beom    |
| 2013 | Young Detective Dee: Rise of the Sea Dragon | Yuan Zhen  |
| 2013 | Psychometry                                 | Kim Joon   |
| 2015 | Lovers and Movies                           | Lin Jun    |
| 2015 | The Beloved                                 |            |

## Seriale TV
| An   | Titlu                              | Rol            | Note                                                                                            |
| ---- | ---------------------------------- | -------------- | ----------------------------------------------------------------------------------------------- |
| 2006 | Kick                               | Kim Bum        |                                                                                                 |
| 2008 | East of Eden                       | Lee Dong-Cheol | Korea Drama Awards Premiu Popularitate- Nominalizare Paeksang Arts Awards- Best Male Popularity |
| 2009 | Boys Over Flowers                  | So Yi-Jung     | Extra Best Couple Sourvey (alaturi de Kim So-Eun)                                               |
| 2010 | The Woman Who Still Wants to Marry | Ha Min-Jae     |                                                                                                 |
| 2011 | Padam Padam                        | Lee Gook-Soo   |                                                                                                 |
| 2012 | High Kick 3                        | Cameo (ep 108) |                                                                                                 |
| 2013 | Godess of Fire                     | Kim Tae Do     |                                                                                                 |
| 2014 | The Micro Era of Love              |                |                                                                                                 |
| 2015 | Hidden Identity                    | Cha Gun-Woo    |                                                                                                 |
| 2016 | Mrs Cop 2                          | Lee Ro Jun     |                                                                                                 |

## Discografie
| An   | Titlu                          | Detalii                                                | Tracklist | Informații adiționale                                                                                             |
| ---- | ------------------------------ | ------------------------------------------------------ | --------- | --- |
| 2009 | Eve no Sora/ Ima Ai ni Ikimasu | Data lansării: 16 decembrie 2009 ( japoneză, coreeană) | tracklist | ,,"지금 만나러 갑니다 ( Am de gând să o întâlnesc acum) (versiune coreeana), de asemenea OST în Boys Over Flowers |
| 2012 | Home Town                      | Data lansării: 20 iunie 2012 ( japoneză, coreeană)     | tracklist | |

## Linkuri Externe
Site Oficial Arhivat în 2 noiembrie 2012, la Wayback Machine.